# آرمان‌شهر (ئی‌پی‌)
آرمان‌شهر (به انگلیسی: Utopia) دومین آلبوم چندآهنگه (ئی‌پی) از خواننده-ترانه‌پرداز استونیایی کرلی می‌باشد که در ۱۹ مارس سال ۲۰۱۳ از سوی آیلند دف جم موزیک گروپ منتشر گردید. این آلبوم پنج سال پس از نخستین آلبوم کرلی تحت عنوان عشق مرده (۲۰۰۸) منتشر شده و در اصل قرار بود به‌عنوان دومین آلبوم استودیویی کرلی منتشر شود. ترانه‌های این ئی‌پی به‌طور کلی پیام‌های مثبت دارند و از لحاظ موسیقیایی شدیداً متأثر از الکترونیک دنس هستند

## فهرست ترانه‌ها
| شماره      | نام                          | نویسنده(ها)                        | تهیه‌کننده(گان)   | مدت   |
| ---------- | ---------------------------- | ---------------------------------- | ---------------- | ----- |
| ۱.         | «نمیتونم بچه‌هارو کنترل کنم»  | کرلی کویو سوانته هالدین یاکوب هیزل | سونتی‌ایت         | ۳:۰۸  |
| ۲.         | «خوش‌شانس‌ها»                  | کویو هالدین هیزل                   | سونتی‌ایت         | ۳:۵۴  |
| ۳.         | «دوستم داشته باش یا ترکم کن» | کویو هالدین هیزل                   | سونتی‌ایت         | ۴:۱۰  |
| ۴.         | «شکر»                        | کویو دیو تیلور دنی تیلور           | سوئیچ            | ۳:۲۶  |
| ۵.         | «اینجا و حالا»               | کویو هالدین هیزل                   | سونتی‌ایت         | ۳:۴۹  |
| ۶.         | «شیمیایی»                    | کویو برایان زیف یوما میکش          | زیف              | ۲:۴۷  |
| ۷.         | «خوش‌شانس‌ها» (ریمیکس سین کول) | کویو هالدین هیزل                   | سونتی‌ایت سین کول | ۳:۰۷  |
| مجموع مدت: | مجموع مدت:                   | مجموع مدت:                         | مجموع مدت:       | ۲۴:۲۱ |